# إندي واير
إندي واير (بالإنجليزية: IndieWire)‏ هو موقع إلكتروني خاص بصناعة الأفلام والمراجعة، تم إنشاؤه في عام 1996. وكان تركيز الموقع في الغالب على الأفلام المستقلة، على الرغم من أن تغطيته نمت لتشمل «جميع جوانب هوليوود والعوالم المتوسعة للتلفزيون والبث المباشر.»

## وصلات خارجية
- الموقع الرسمي